# Castrocaro Terme e Terra del Sole
Castrocaro Terme e Terra del Sole – miejscowość i gmina we Włoszech, w regionie Emilia-Romania, w prowincji Forlì-Cesena.
Według danych na rok 2004 gminę zamieszkiwało 6025 osób, 158,6 os./km².

## Miasta partnerskie
- Nagykőrös